# Paralelo 6 norte
El paralelo 6 norte es un paralelo que está 6 grados a norte del plano ecuatorial de la Tierra.
Comenzando en el meridiano de Greenwich en la dirección este, el paralelo 6º Norte pasa sucesivamente por:
| País, territorio o mar     | Notas |
| -------------------------- | --- |
| Ghana                      | |
| Océano Atlántico           | Ensenada de Benín |
| Nigeria                    | |
| Camerún                    | |
| República Centroafricana   | |
| Sudán                      | |
| Etiopía                    | |
| Somalia                    | |
| Océano Índico              | |
| Maldivas                   | |
| Océano Índico              | |
| Sri Lanka                  | |
| Océano Índico              | Pasa al norte de Sumatra, Indonesia |
| Malasia                    | |
| Tailandia                  | |
| Malasia                    | |
| Mar de la China Meridional | |
| Malasia                    | Sabah, Borneo |
| Mar de Sulu                | |
| Filipinas                  | Arquipélago Sulu, incluyendo Jolo |
| Mar de Celebes             | |
| Filipinas                  | Mindanao |
| Océano Pacífico            | Pasa al norte del atolón Namoluk, Micronesia Pasa al norte del atolón Ngatik, Micronesia Pasa al sur del atolón Pingelap, Micronesia |
| Islas Marshall             | Atol Jaluit y Atol Mili |
| Océano Pacífico            | Pasa al norte del atolón Palmyra, Islas Ultramarinas Menores de los Estados Unidos |
| Colombia                   | Pasa por los municipios de Amagá, La Ceja y San Francisco (Antioquia), Puerto Boyacá (Boyacá), Bolívar, Velez, Güepsa y San José de Pare (Santander), Chitaraque, Belén, Paz de Río y Socha (Boyacá) y Cerro Santa Ana en Puerto Carreño (Vichada) Límite entre los departamentos de Arauca y Vichada por el río Meta |
| Venezuela                  | |
| Guyana                     | Incluye algún territorio reclamado por Venezuela |
| Océano Atlántico           | Pasa en el extremo norte del Surinam |
| Liberia                    | |
| Costa de Marfil            | |
| Ghana                      | |